# 细齿锡金槭
细齿锡金槭（学名：Acer sikkimense var. serrulatum）为槭树科槭属下的一个变种。

## 扩展阅读
- 維基物種上的相關：细齿锡金槭